# Esthlogena guatemalena
Esthlogena guatemalena là một loài bọ cánh cứng trong họ Cerambycidae.